# 오타 스케무네
오타 스케무네(일본어: 太田資宗)는 에도 시대 전기의 다이묘로서 시모쓰케 야마카와 번주, 미카와 니시오 번주, 도토미 하마마쓰번 초대 번주를 지냈다. 관위는 종5위하 빗추노카미. 에도 막부 육인중 중 한명이다. 가케가와번 오타 가 초대 당주. 아버지는 오타 시게마사, 어머니는 쓰즈키 히데쓰나의 딸이다.

## 같이 보기
- 에이쇼인 (1578년)

|  | 야마카와 번 번주 (오타 가) 1635년 ~ 1638년 | 후임 폐번 |

| 전임 막부령(혼다 도시쓰구) | 니시오 번 번주 (오타 가) 1638년 ~ 1644년 | 후임 막부령(이이 나오요시) |

| 전임 마쓰다이라 노리나가 | 제1대 하마마쓰번 번주 (오타 가) 1644년 ~ 1671년 | 후임 오타 스케쓰구 |